# Кобете (пиріг)
Кобєте́ (крим. köbete, також відоме як кубєте́) — традиційний кримськотатарський пиріг із листкового або дріжджового тіста із різноманітною начинкою, що займає особливе місце у кримськотатарській кухні. Його готують із простого тіста та наповнюють м'ясом, овочами або іншими інгредієнтами, залежно від регіональних і сімейних традицій.

## Традиції
Кобете є частиною кулінарної спадщини кримських татар. Страва готується на важливі родинні та релігійні свята, а також у повсякденному житті. Вона символізує гостинність, родинну єдність і повагу до традицій. Іноді в кобете вкладають та запекють монетку, і за традицією у того, кому вона достанеться збудеться бажання. Після весілля, коли в дім молодого приходили родичи молодої, цей пиріг ставили на стіл.

## Приготування

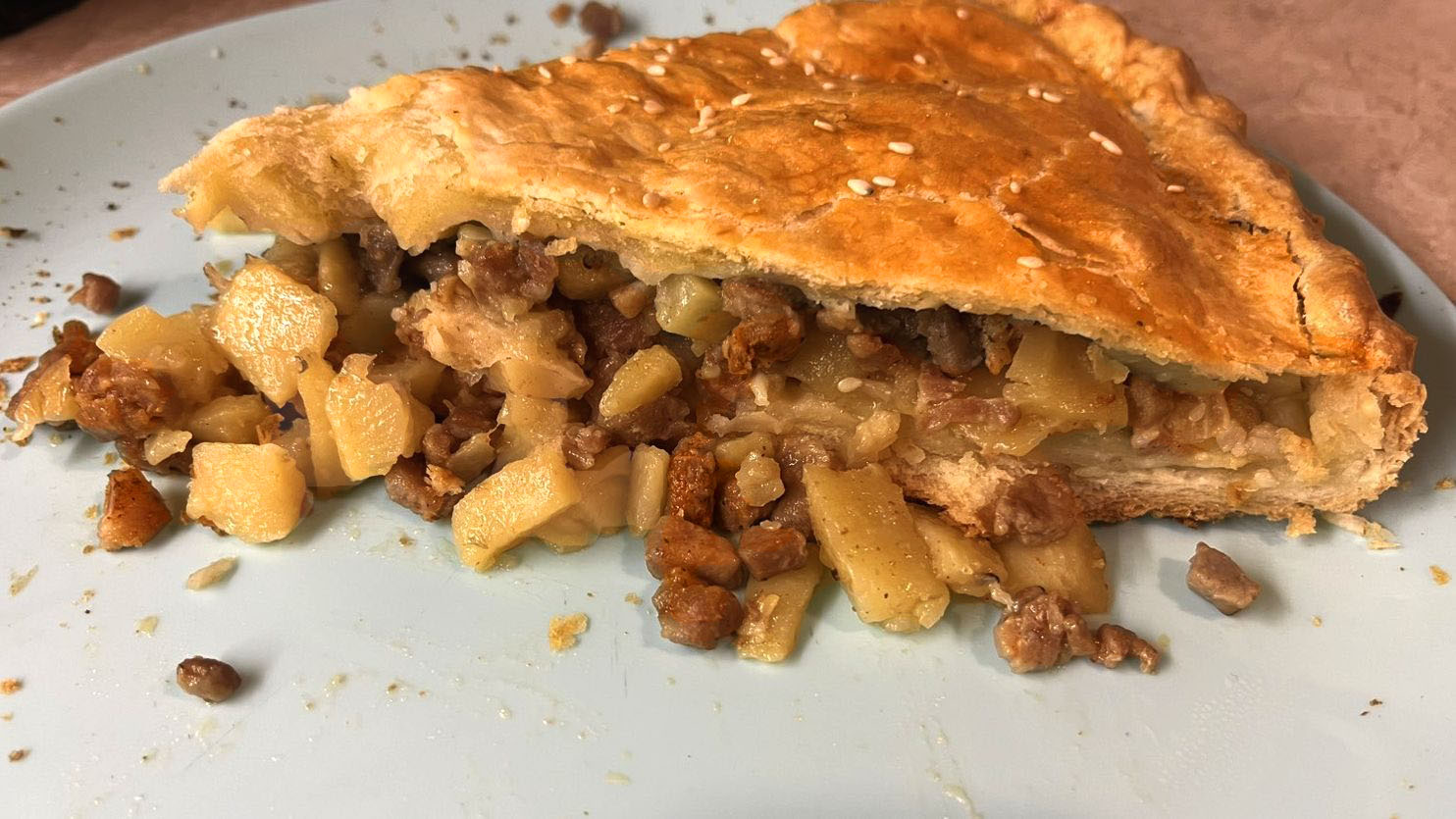

Основу кобете становить тісто, яке виготовляють із борошна, води, солі й жиру (олії або вершкового масла). Зараз частіше використовують готове тісто. Воно повинно бути достатньо еластичним, щоб утримувати начинку під час випікання. Основу начинки складає м'ясо (баранина або яловичина, рідше курятина), нарізане шматочками або подрібнене іншим способом. Також для ситності додають картоплю, цибулю, моркву, зелень, а також спеції (чорний перець, зіра та інші) та соус. Тісто розкочують у два шари: нижній служить основою, а верхній накриває начинку, у верхньому шарі роблять отвір для виходу пару та змазують яйцем для золотистої скоринки. Пиріг випікають у печі або духовці.